# Гатіна Гульнара Рустамжонівна
Гульнара Гатіна (повне ім'я — Гульнора Рустамівна Гатіна; народилася 1987, Наманган, Узбекистан) — оперна співачка (сопрано), солістка Татарського державного театру опери та балету імені Муси Джаліля. Лауреатка престижних державних премій Республіки Татарстан.

## Біографія
Гульнара Гатіна народилася в 1987 році в місті Наманган, ⁣ Узбецька РСР, у родині музикантів кримських татар. Її бабуся була казанською татаркою.
Освіта:
2007 — закінчила музичне училище імені Ахмедова в Сімферополі (клас її матері, Левізи Чалбашевої, заслуженої артистки Автономної Республіки Крим).
2012 — закінчила Казанську державну консерваторію імені Назіпа Жиганова (клас Зілі Сунгатулліної).

## Творчість
- З вересня 2012 року Гульнара Гатіна є солісткою Татарського державного театру опери та балету імені Муси Джаліля. Ще в студентські роки вона брала участь в оперних постановках, організованих оперною студією консерваторії. Також була солісткою оркестру народних інструментів «Татарика» Казанської державної консерваторії під керівництвом диригента Ріната Халітова. З цим колективом вона гастролювала містами Росії, Казахстану, Туреччини та Китаю.
- 2011 року Гатіна представляла Татарстан на «Днях опери», організованих ТЮРКСОЙ у Туреччині та на Кіпрі.

#### Ролі в оперних постановках

Принцеса Суюмбіке в опері «Суюмбіке»

- Гульнара Гатіна виконувала провідні партії в таких операх: Розіна — «Севільський цирульник» Дж. Россіні  Адіна, Джанетта — «Любовне зілля» Г. Доніцетті  Ксенія — «Борис Годунов» М. Мусоргського  Бадріджіхан — «Кохання поета» Р. Ахіярової  Фраскіта — «Кармен» Ж. Бізе  Діва — опера «Діва»  Наргіза — «Чорна палата» (виконала головну партію в опері, поставленій у театрі Тінчуріна)  Аксилу — мюзикл «Золотий казан»

## Нагороди та почесні відзнаки
- 2014 - Міжнародний вокальний конкурс Vissi D'Arte (Прага) – 2-га премія.
- 2015 — Премія «Тантана» в номінації «Подія року» за виконання головної партії в опері «Чорна палата».

2016 — Державна премія Республіки Татарстан імені Тантана.  2019 — Державна премія Республіки Татарстан імені Тантана.  2019 — Державна премія Республіки Татарстан імені Марселя Салімжанова.  2020 — Державна премія Республіки Татарстан імені Габдулли Тукая.
- Лауреат Всеукраїнського вокального конкурсу імені Оксани Петрусенко[3].
- Премія імені Марселя Салімжанова (2019)[4]

## Нотатки
1. ↑  Близко к сердцу. Певица Гульнора Гатина о русской опере, Крыме и силе любви — 2017. — 1562951 экз. — ISSN 0204-0476; 1606-5271
2. ↑  Азатлык радиосы. Wikipedia (татар.). 4 березня 2025. Процитовано 31 липня 2025.
3. ↑  «Пражский телеграф» газетасы, №16/257
4. ↑  Марсель Сәлимҗанов исемендәге премия ияләре билгеле булды. Шәһри Казан, 8.11.2019